# Tentamen novae theoriae musicae
Tentamen novae theoriae musicae ex certissimis harmoniae principiis dilucide expositae ist ein musiktheoretisches Werk des Mathematikers Leonhard Euler (1707–1783), das 1739 veröffentlicht wurde.

## Bedeutung
Ursprünglich trug das Werk den Titel Tractatus de musica. Euler hatte es als handschriftliche Arbeit schon im Mai 1731 als eine Pflichtarbeit für die Russische Akademie der Wissenschaften fast fertiggestellt. Er veröffentlichte in seinem Tentamen mathematische Berechnungen zu speziellen musikalischen Phänomenen: Zu einer in Länge und Schwere definierten Saite, die mit einer konkret angegebenen Kraft angespannt wird, gab er die entsprechende Tonhöhe an. Außerdem berechnete er die Veränderung der Tonhöhe einer Pfeife bei veränderten Temperaturen und verändertem Luftdruck.
In seinem speziellen musiktheoretischen System ordnete Euler die Klänge nicht nach den überlieferten Gegensatzkategorien Konsonanz–Dissonanz, sondern stellte diese in kontinuierlich aufeinander folgenden Stufen dar. In dieser Beziehung ist sein System zukunftsweisend.
Seine Methode, eine einzige mathematische Grundformel für alle wichtigen musiktheoretischen Erscheinungen anzugeben, wurde durch Lorenz Christoph Mizler in den Kommentaren zu seiner deutschen Teil-Übersetzung hinsichtlich ihrer Grundsätze scharf kritisiert. Mizler stimmte Euler grundsätzlich zu, eine wie auch immer beschaffene „Lehre von den Stuffen der Annehmlichkeit“ (gradus suavitatis) sei von großer Bedeutung. Allerdings stellte der Rezensent und Übersetzer zu der von dem Mathematiker vorgelegten Tabelle eine alternative Tabelle auf und wies einige Ungenauigkeiten nach.

## Aufbau
Angegeben sind jeweils auch Mizlers deutsche Übersetzungen
Titel: Versuch einer neuen Theorie der Musik aus den richtigen Gründen der Harmonie deutlich vorgetragen von Leonhard Euler
- Praefatio – Vorwort
- 1. De sono et auditu [Vom Ton und dem Gehör]
- 2. De suavitate et principiis harmoniae [Von der Annehmlichkeit und den ersten Gründen der Harmonie]
- 3. De musica in genere [Von der Musik überhaupt]
- 4. De consonantiis [Von Consonanzen]
- 5. De consonantiarum successione [Von der Folge der Consonanzen]
- 6. De seriebus consonantiarum [Von den Reihen der Consonanzen]
- 7. De variorum intervallorum receptis appellationibus [Von den eingeführten Benennungen verschiedener Intervalle]
- 8. De generibus musicis [Von den musikalischen Geschlechtern]
- 9. De genere diatonico-chromatico [Von dem diatonisch-chromatischen Geschlechte]
- 10. De aliis magis compositis generibus musicis [Von andern mehr zusammengesetzten musicalischen Geschlechtern]
- 11. De consonantiis in genere diatonico-chromatico [Von den Consonanzen in dem diatonisch-chromatischen Geschlechte]
- 12. De modis et systematibus in genere diatonico-chromatico [Von den Ton-Arten (Modis) und Systematen in dem diatonisch-chromatischen Geschlechte]
- 13. De ratione compositionis in dato modo et systemate dato [Von der Composition in einer gegebenen Ton-Art und System]
- 14. De modorum et systematum permutatione [Von der Veränderung der Ton-Arten und Systematen]